# Wibautstraat 220-222
Wibautstraat 220-222 is een gebouw aan de Wibautstraat in Amsterdam-Oost.
Het gebouw ten oosten van de spoordijk waarop Spoorlijn Amsterdam - Elten werd rond 1956 gebouwd naar een ontwerp van de architecten W.A. Ulrich en B.J.F.Kamphuis. Zij kwamen met drie gestapelde kubussen met vierkante vloeroppervlakten (zijden 31 meter); een daarvan ligt ondergronds. Het gebouw leek van buiten niet groot, maar binnen schijnt het groter dan dat het in werkelijkheid is. Het werd gebouwd als de banketbakkersschool van Willem Berkhoff, vandaar dat het in de volksmond ook wel "De Berkhoff" werd genoemd. De bouw, totale kosten 1,2 miljoen gulden) ging vergezeld met de plaatsing van twee grote muurschilderingen in de vorm van fresco's (864 x 360 cm en 868 x 386 cm) van Cor Dik, hij was er vier maanden mee bezig. De fresco’s verdwenen in de loop der jaren achter betimmeringen. Ook zouden er amateurwerken te zien zijn van leraren en leerlingen uit de beginperiode. Het werd opgezet als een zogenaamde halschool, de leslokalen sluiten aan op een centrale hal. In het gebouw was ook enige tijd een culinair museum gevestigd met historische werktuigen uit het vakgebied uit diverse privéverzamelingen van onder meer Berkhoff. Burgemeester Arnold d'Ailly kwam het gebouw in september 1956 openen.
In 2013 werd het gebouw tot gemeentelijk monument verklaard.
Zoals vele scholen ontkwam de banketbakkersschool niet aan fusies; laatst in 2015 met de Hubertusschool en het gebouw werd leeggehaald; de school verhuisde naar elders. 
De herbestemming van het leegstaande gebouw werd opnieuw een school. Daartoe werd er rond 2017 uitgebreid verbouwd en kwam er deels over het gebouw een nieuw gebouw naar ontwerp van het bureau Archivolts en Micha de Haas. Onder de nieuwe gebruiker werden de verstopte wandschilderingen weer vrij gemaakt en gerestaureerd.
Het gebouw is buurman van het veel bekendere Renaultgebouw.

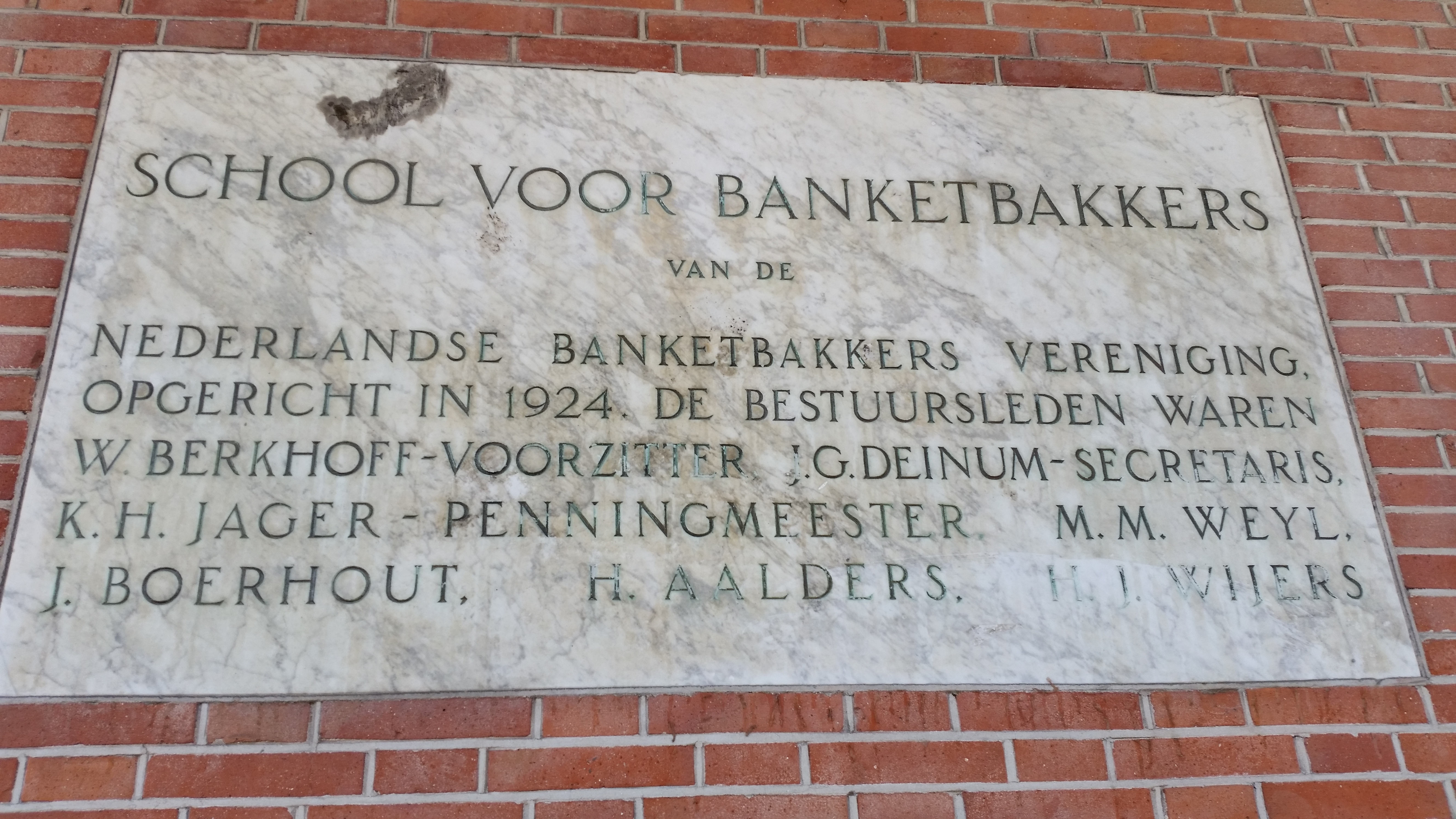
Plaquette (mei 2020)